# Andres (Name)
Andrés, die spanische Form von Andreas, estnisch und schweizerisch Andres, sind männliche Vornamen, kommen aber – auch ohne Bezug zum Vornamen – auch als Familienname vor.

## Herkunft und Bedeutung des Namens
griechisch: andros = Mann (Genitiv), also nach seiner Männlichkeit benannt.

## Varianten
Anders, Andi, Andor, Andrä, András, Andre, André, Andréa, Andreas, Andree, Andrej, Andrés, Andrew, Andriko, Andros, Andrusch, Andy, Drees, Rees, Res, Andris, Andrzej

## Namensträger

### Vorname

#### A
- Andrés Aguilar Mawdsley (1924–1995), venezolanischer Jurist und Richter
- Andrés Aldama (* 1956), kubanischer Boxer
- Andres Alver (* 1953), estnischer Architekt
- Andres Ambühl (* 1983), Schweizer Eishockeyspieler
- Andrés Anchondo (* 1962), mexikanischer Bogenschütze
- Andrés Arroyave (1990–2018), kolumbianischer Fußballspieler

#### B
- Andrés Bello (1781–1865), lateinamerikanischer Politiker und Humanist
- Andrés Bernáldez (um 1450–um 1513), spanischer Chronist
- Andrés Bonifacio (1863–1897), philippinischer Revolutionär
- Andres Bosshard (* 1955), Schweizer Musiker
- Andres Brütsch (* 1951), Schweizer Produzent und Dokumentarfilmer

#### C
- Andrés Cabrero (* 1989), puerto-ricanischer Fußballspieler
- Andrés Calamaro (* 1961), argentinischer Musiker und Komponist
- Andrés Casillas de Alba (* 1984), mexikanischer Architekt
- Andrés Córdova (1892–1983), ecuadorianischer Jurist und Politiker, Staatspräsident 1939 bis 1940
- Andrés Avelino Cáceres (1836–1923), peruanischer Nationalheld und Politiker, Staatspräsident 1886 bis 1890 und 1894 bis 1895

#### D
- Andrés D’Alessandro (* 1981), argentinischer Fußballspieler
- Andrés Delgado Pardo (1870–1940), venezolanischer Komponist, Pianist und Musikpädagoge
- Andrés Manuel Díaz (* 1969), spanischer Mittelstreckenläufer
- Andrés Dorantes de Carranza († um 1550), spanischer Konquistador
- Andrés Duany (* 1949), US-amerikanischer Architekt

#### E
- Andrés Echevarría (* 1964), uruguayischer Schriftsteller
- Andres Ehin (1940–2011), estnischer Lyriker, Schriftsteller und Übersetzer
- Andrés Escobar (1967–1994), kolumbianischer Fußballspieler
- Andrés Espinosa (* 1963), mexikanischer Marathonläufer

#### F
- Andrés Fernández (Theologe), Rektor des Päpstlichen Bibelinstitut von 1918 bis 1924
- Andrés Fernández (Fußballspieler, August 1986) (Andrés Pablo Fernández Rizzo; * 1986), uruguayischer Fußballspieler
- Andrés Fernández (Fußballspieler, Dezember 1986) (Andrés Fernández Moreno; * 1986), spanischer Fußballspieler
- Andres Fernández (Rennfahrer), spanischer Motorradrennfahrer
- Andrés Formento (* 1984), argentinisch-italienischer Fußballspieler

#### G
- Andrés García (Schauspieler) (1941–2023), dominikanischer Schauspieler
- Andrés Luis García Jasso (* 1973), mexikanischer Geistlicher, Weihbischof in Mexiko-Stadt
- Andrés María Rubio García (1924–2006), uruguayischer Geistlicher, Bischof von Mercedes
- Andrés García (Fußballspieler) (* 2003), spanischer Fußballspieler
- Andrés García (Sportschütze) (* 2004), spanischer Sportschütze
- Andres Gerber (* 1973), Schweizer Fußballspieler
- Andrés Gimeno (1937–2019), spanischer Tennisspieler
- Andrés Gómez (* 1960), ecuadorianischer Tennisspieler
- Andrés Guardado (* 1986), mexikanischer Fußballspieler

#### H
- András Hargitay, ungarischer Schwimmer
- Andrés Henestrosa (1906–2008), mexikanischer Autor und Politiker (PRI)
- Andrés Holguín (1918–1989), kolumbianischer Lyriker, Übersetzer und Literaturkritiker

#### I
- Andrés Ingólfsson (1935–1979), isländischer Jazzmusiker
- Andrés Iniesta (* 1984), spanischer Fußballspieler
- Andrés Isasi (1890–1940), baskisch-spanischer Komponist

#### J
- Andres Jäschke (* 1962), deutscher Chemiker

#### L
- Andrés Laguna (1499–1559), spanischer Mediziner, Pharmazeutiker, Botaniker und Humanist
- Andres Larka (1879–1942), estnischer Politiker
- Andres Lipstok (* 1957), estnischer Ökonom und Politiker
- Andrés Manuel López Obrador (* 1953), mexikanischer Politiker
- Andrés Lorente (1624–1703), spanischer Musiktheoretiker, Organist und Komponist

#### M
- Andrés Martínez Trueba (1884–1959), uruguayischer Politiker, Staatspräsident 1951 bis 1952
- Andrés Mata (1870–1931), venezolanischer Dichter, Schriftsteller und Journalist
- Andrés Maupoint (* 1968), chilenischer Pianist und Komponist
- Andrés Mazzali (1902–1975), uruguayischer Fußballspieler
- Andrés Ignacio Menéndez (1879–1962), salvadorianischer General und Politiker

#### N
- Andrés Nocioni (* 1979), argentinischer Basketballspieler

#### O
- Andres Ojamaa (1969–1993), estnischer Badmintonspieler
- Andres Oper (* 1977), estnischer Fußballspieler
- Andrés Sás Orchassal (1900–1967), französischer Violinist und Komponist
- Andrés Orozco-Estrada (* 1977), kolumbianischer Dirigent

#### P
- Andrés Palop (* 1973), spanischer Fußballspieler
- Andrés Pardo Tovar (1911–1972), kolumbianischer Soziologe, Musikethnologe und Folklorist
- Andrés Pastrana (* 1954), kolumbianischer Politiker, Staatspräsident 1998 bis 2002
- Andres Petrov, estnischer Snookerspieler
- Andres Põder (* 1949), estnischer Theologe und Erzbischof

#### Q
- Andrés Quintana Roo (1787–1851), mexikanischer Dichter und Politiker

#### R
- Andres Rennit (1860–1936), estnischer Lyriker und Schriftsteller
- Andrés Resino (1940–2011), spanischer Schauspieler
- Andrés Manuel del Río (1764–1849), spanischer Mineraloge und Chemiker
- Andrés Rodríguez (Politiker) (1923–1997), paraguayischer Politiker, Präsident 1989 bis 1993
- Andrés Romero Samaniego (* 1967), chilenischer Fußballspieler und -trainer
- Andrés Fabián Romero (* 1981), argentinischer Golfer
- Andrés Fabricio Romero (* 1989), argentinischer Fußballspieler
- Andrés Napoleón Romero Cárdenas (* 1967), dominikanischer Geistlicher, Bischof von Barahona
- Andres Rundu (* 1960), estnischer Diplomat

#### S
- Andres Saal (1861–1931), estnischer Schriftsteller
- Andrés Sandoval (1924–2004), venezolanischer Komponist
- Andrés de Santa Cruz (1792–1865), bolivianischer General und Politiker, Staatspräsident von Peru und Bolivien
- Andrés de Santa Maria (1860–1945), kolumbianischer Maler
- Andrés Sapelak (1919–2017), polnischer Prälat
- Andrés Scotti (* 1975), uruguayischer Fußballspieler
- Andrés Segovia (1893–1987), spanischer Gitarrist
- Andres Serrano (* 1950), US-amerikanischer Fotograf und Künstler
- Andrés Silvera (* 1977), argentinischer Fußballspieler
- Andrés Simón (* 1961), kubanischer Leichtathlet

#### T
- Andres Tarand (* 1940), estnischer Politiker
- Andrés Túñez (* 1987), venezolanisch-spanischer Fußballspieler

#### U
- Andres Uibo (* 1956), estnischer Komponist, Organist und Hochschullehrer
- Andrés de Urdaneta (1498–1568), spanischer Entdecker und Schriftsteller

#### V
- Andrés Leopoldo Valencia Benavides (* 1948), mexikanischer Diplomat
- Andrés del Valle Rodríguez (1833–1888), salvadorianischer Politiker, Staatspräsident 1876
- Andrés Vásquez (* 1987), schwedischer Fußballspieler
- Andres Veiel (* 1959), deutscher Filmregisseur

#### W
- Andrés Waissbluth (* 1973), chilenischer Filmregisseur
- Andrés Wood (* 1965), chilenischer Filmregisseur und Drehbuchautor

### Zweiter Vorname
- Víctor Andrés Belaúnde (1883–1966), peruanischer Diplomat und Schriftsteller
- César Andrés Carignano (* 1982), argentinischer Fußballspieler
- Welington Andres Castillo (* 1987), dominikanischer Baseballspieler
- Nicolás Andrés Córdova (* 1979), chilenischer Fußballspieler und -trainer, siehe Nicolás Córdova
- Luís Andrés Edo (1925–2009), spanischer Anarchosyndikalist
- Pedro Andrés Morales Flores (* 1985), chilenischer Fußballspieler
- Hugo Andres Krüß (1879–1945), deutscher Bibliothekar
- Jorge Andrés Martínez (* 1983), uruguayischer Fußballspieler
- Lionel Andrés Messi (* 1987), argentinischer Fußballspieler
- Carlos Andrés Pérez (1922–2010), venezolanischer Politiker, Staatspräsident 1974 bis 1979 und 1989 bis 1993
- Juan Andrés Ramírez (1946–2025), uruguayischer Politiker
- Juan Andrés de Ustariz de Vertizberea (1656–1718), spanischer Kaufmann und Kolonialgouverneur
- Luis Andrés Vargas Gómez (1915–2003), kubanischer Anwalt, Ökonom, Diplomat und politischer Aktivist

### Familienname
- Alissa Andres (* 2002), deutsche Fußballspielerin
- Amaya Andrés (* 1966), spanische Leichtathletin
- Ángel de Andrés (Schauspieler) (1918–2006), spanischer Schauspieler
- Ángel de Andrés López (1951–2016), spanischer Schauspieler
- Angelo Andres (1851–1934), italienischer Zoologe
- Antonio Andrés (* 1974), spanischer Sprinter
- Armin Andres (* 1959), deutscher Basketballspieler
- Beate Andres (* 1965), deutsche Hörspielregisseurin
- Bernard Andrès (* 1941), französischer Harfenist und Komponist
- Bernhard Andres (* 1951), deutscher Polizist und Politiker (REP)
- Bonaventura Andres (1743–1822), deutscher Theologe und Pädagoge
- Camille Andrès (1864–1904), französischer Organist und Komponist
- Dagmar Andres (* 1969), deutsche Politikerin (SPD)
- Daniel Andres (* 1937), Schweizer Komponist und Musiker
- David Andres (* 1984), deutscher Kontrabassist, E-Bassist und Musikpädagoge
- Dirk Andres (* 1970), deutscher Rechtsanwalt und Insolvenzverwalter
- Dominic Andres (* 1972), Schweizer Curler
- Dora Andres (* 1957), Schweizer Politikerin
- Dörte Andres (* 1952), deutsche Dolmetschwissenschaftlerin
- Eduard Andrés (1900–1972), deutscher Filmsammler und Filmvermittler
- Emil Andres (1911–1999), US-amerikanischer Autorennfahrer
- Emil Andres (Autor) (1887–1947), Schweizer Dramatiker und Journalist
- Erich Andres (Fotograf) (1905–1992), deutscher Pressefotograf
- Erich Andres (Fussballspieler), Schweizer Fußballspieler
- Ernst Andres (1883–1936), Schweizer Drucker und Verleger
- Federico Andres (* 1981), argentinischer Rugby-Union-Spieler
- Franz Andres (1872–nach 1924), deutscher Politiker (Zentrum), MdL Preußen
- Friedrich Andres (1882–1947), deutscher Religionswissenschaftler
- Fritz Andres (1930–1989), Schweizer Architekt
- Gerd Andres (* 1951), deutscher Politiker (SPD)
- Gerhard Andres (* 1922), deutscher Geologe und Hydrologe
- Hans Andres (Archivar) (1901–1953), deutscher Archivar
- Hans Andres (Architekt) (1907–1990), Schweizer Architekt
- Hans-Georg Andres (1919–2011), deutscher Maler und Bildhauer
- Heinz-Eberhardt Andres (1908–1977), deutscher Verwaltungsjurist und Landrat
- Irene Andres-Suárez (* 1948), spanische Hispanistin
- Ivana Andrés (* 1994), spanische Fußballspielerin
- Jan Andres (* 1974), deutscher Schauspieler
- Jesús Marcelo Andrés Cuellar (* 1990), argentinischer Profiboxer
- Jo Andres (1954–2019), US-amerikanische Filmregisseurin, -produzentin und Choreografin
- Johann Andres (Fußballspieler) (1887–1970), österreichischer Fußballspieler
- Johann Baptist Andres (1768–1823), deutscher Historiker, katholischer Theologe und Philosoph
- Johann Bonaventura Andres (1743–1822), deutscher katholischer Theologe, Pädagoge und Hochschullehrer, siehe Bonaventura Andres
- José María Andrés (* 2005), spanischer Fußballspieler
- Josef Andres (1900–1977), Schweizer Tiermediziner und Hochschullehrer
- Josefa Andrés Barea (* 1958), spanische Politikerin
- Juan Andrés (1740–1817), spanischer Jesuit und Aufklärer
- Karl Andres (Politiker) (1876–1935), deutscher Gutsbesitzer, Weinbaulobbyist und Politiker
- Karl Andres (Ministerialbeamter) (1906–1996), deutscher Ministerialbeamter
- Karl Andres (Fußballspieler) (* 1961), österreichischer Fußballspieler
- Keyvan Andres Soori (* 2000), deutscher Automobilrennfahrer
- Klaus Andres (* 1934), Schweizer Physiker
- Leopold Andres (1866–1950), österreichischer General, Kartograph und Geodät
- Lilly Andres (* 1983), deutsche Tischfußballspielerin
- Luka Andres (* 1997), deutscher Sprecher und Schauspieler
- Michelle Andres (* 1997), Schweizer Radsportlerin
- Otto Andres (1902–1975), deutscher Politiker (NSDAP)
- Otto Andres (Winzer) (1907–1985), deutscher Winzer und Verbandsfunktionär
- Otto Andres (Fußballfunktionär) (1920–2002), deutscher Fußballfunktionär
- Pascal Andres (* 1993), deutscher Schauspieler
- Paul Andres (1882–1974), Schweizer Politiker (LdU) und Arzt
- Peter Andres (1912–1999), deutscher Schriftsteller, siehe Hans Mokka
- Peter Andres (Lichtdesigner) (* 1956), österreichischer Ingenieur und Lichtdesigner
- Peter Andres (Radsportler) (* 1985), Schweizer Radsportler
- Rosa María Andrés Rodríguez (* 1977), spanische Tennisspielerin
- Stefan Andres (1906–1970), deutscher Schriftsteller
- Teresa Andrés Zamora (1907–1946), spanische Bibliothekarin
- Theodor Andres (1828/1829–1874), österreichischer Major, Astronom und Geodät
- Thomas Andres (* 1964), deutscher Basketballspieler
- Tomáš Andres (* 1996), deutsch-tschechischer Eishockeyspieler
- Vicent Andrés Estellés (1924–1993), valencianischer Journalist, Schriftsteller und Dichter
- Werner Andres (1946–2012), deutscher Maschinenbauingenieur und Hochschullehrer
- Wilhelm Andres (1891–1967), deutscher Landwirt und Politiker (CDU)
- Wolfgang Andres (1939–2002), deutscher Geowissenschaftler
- Zbigniew Andres (* 1934), polnischer Literaturhistoriker und Literaturkritiker

## Sonstiges
- Andres, nordfranzösische Gemeinde
- Andres (Illinois), Ort im Will County, Illinois, Vereinigte Staaten
- Henning & Andres, ab 1887 in Hannover auftretende Werkstatt für Kunstglasmalereien, insbesondere Kirchenfenster